# Daniela Hantuchová
Daniela Hantuchová (Poprad, Slovačka, 23. travnja 1983.) umirovljena je slovačka profesionalna tenisačica.
Debitirala je 1999. godine na turniru u Bratislavi. Prvi put se u Top 100 probija 2001. godine, a već sljedeće godine osvaja svoj prvi turnir u karijeri - Indian Wells u SAD-u, pobijedivši u finalu Martinu Hingis. Isti turnir (drugi po redu) osvojila je i 2007. godine, a u finalu je svladala Ruskinju Svjetlanu Kuznjecovu. Te je godine osvojila još i Linz nakon finalne pobjede nad Patty Schnyder.
Hantuchová je izborila još i 6 finala (Filderstadt 2002., Eastbourne 2004., Los Angeles 2005., Zürich 2006., Bali i Luksemburg 2007. godine). S 4 različita partnera osvojila je naslove u igri mješovitih parova na sva 4 Grand Slama.
Sa slovačkom reprezentacijom osvojila je naslov pobjednice Fed Cupa. Godine 2004. s Karolom Kučerom osvaja Hopman Cup, a to čini i godinu dana kasnije kad joj je partner bio Dominik Hrbaty.
Najbolji plasman u pojedinačnoj konkurenciji bilo joj je 5. mjesto (27. siječnja 2003. godine), te u parovima 5. mjesto (iz kolovoza 2002.).

## Osvojeni naslovi

### Pojedinačno (3)
| Legenda (Pojedinačno)     |
| Tier I (2)                |
| Tier II (1)               |
| Tier III (0)              |
| Tier IV (0)               |
| Grand Slam titula (0)     |
| WTA Tour Championship (0) |
| ITF Circuit (3)           |

| Br. | Datum               | Turnir            | Podloga | Protivnica u finalu          | Rezultat |
| 1.  | 16. ožujka 2002.    | Indian Wells, SAD | Tvrda   | Martina Hingis, Švicarska    | 6:3, 6:4 |
| 2.  | 18. ožujka 2007.    | Indian Wells, SAD | Tvrda   | Svjetlana Kuznjecova, Rusija | 6:3, 6:4 |
| 3.  | 28. listopada 2007. | Linz, Austrija    | Tvrda   | Patty Schnyder, Švicarska    | 6:4, 6:2 |

### Parovi (9)
| Legenda (Parovi)          |
| Tier I (1)                |
| Tier II (4)               |
| Tier III (2)              |
| Tier IV (1)               |
| Grand Slam titula (0)     |
| WTA Tour Championship (0) |
| ITF Circuit (3)           |

| Br. | Datum               | Turnir                 | Partnerica                          | Protivnice u finalu                                              | Rezultat      |
| 1.  | 11. srpnja 1999.    | Civitanova, Italija    | Eva Dyrberg, Danska                 | Rosa M.A. Rodriguez, Španjolska Conchita M. Granados, Španjolska | 7:6, 4:6, 6:3 |
| 2.  | 29. listopada 2000. | Bratislava, Slovačka   | Karina Habšudová, Slovačka          | Petra Mandula, Mađarska Patricia Wartusch, Austrija              | bez borbe     |
| 3.  | 28. listopada 2001. | Luxembourg, Luksemburg | Elena Bovina, Rusija                | Bianka Lamade, Njemačka Patty Schnyder, Švicarska                | 6:3, 6:3      |
| 4.  | 14. travnja 2002.   | Amelia Island, SAD     | Arantxa Sanchez-Vicario, Španjolska | Maria Emilia Salerni, Argentina Asa Svensson, Švedska            | 6:4, 6:2      |
| 5.  | 24. kolovoza 2002.  | New Haven, SAD         | Arantxa Sanchez-Vicario, Španjolska | Tathiana Garbin, Italija Janette Husarova, Slovačka              | 6:3, 1:6, 7:5 |
| 6.  | 12. lipnja 2005.    | Birmingham, Engleska   | Ai Sugiyama, Japan                  | Eleni Daniilidou, Grčka Jennifer Russell, SAD                    | 6:2, 6:3      |
| 7.  | 9. listopada 2005.  | Filderstadt, Njemačka  | Anastazija Miškina, Rusija          | Kveta Peschke, Češka Francesca Schiavone, Italija                | 6:0, 3:6, 7:5 |
| 8.  | 4. ožujka 2006.     | Doha, Katar            | Ai Sugiyama, Japan                  | Ting Li, Kina Tian Tian Sun, Kina                                | 6:4, 6:4      |
| 9.  | 21. svibnja 2006.   | Rim, Italija           | Ai Sugiyama, Japan                  | Kveta Peschke, Češka Francesca Schiavone, Italija                | 3:6, 6:3, 6:1 |

### Mješoviti parovi (4)
| Br. | Datum  | Turnir          | Partner                    | Protivnici u finalu                                  | Rezultat      |
| 1.  | 2001.  | Wimbledon       | Leos Friedl, Češka         | Mike Bryan, SAD Liezel Huber, Južna Afrika           | 4:6, 6:3, 6:2 |
| 2.  | 2002.  | Australian Open | Kevin Ullyett, Zimbabve    | Gaston Etlis, Argentina Paola Suarez, Argentina      | 6:3, 6:2      |
| 3.  | 2005.  | Roland Garros   | Fabrice Santoro, Francuska | Leander Paes, Indija Martina Navrátilová, SAD        | 3:6, 6:3, 6:2 |
| 4.  | .2005. | US Open         | Mahesh Bhupathi, Indija    | Nenad Zimonjić, Srbija Katarina Srebotnik, Slovenija | 6:4, 6:2      |

## Vanjske poveznice
- Službena stranica (engl.)
- Profil  Arhivirana inačica izvorne stranice od 27. siječnja 2010. (Wayback Machine) na stranici WTA Toura